# 父母姐弟
《父母姐弟》是2025年上映的美国喜剧剧情选集电影，由吉姆·賈木許执导、编剧，演员阵容包括凯特·布兰切特、薇琪·克利普斯、亞當·崔佛、马伊姆·拜力克、汤姆·威茨、夏綠蒂·蘭普琳、茵蒂娅·摩尔、卢卡·萨巴特。
电影入选第82屆威尼斯影展主竞赛单元，争夺金獅獎。

## 演员
- 凯特·布兰切特
- 薇琪·克利普斯
- 亞當·崔佛
- 马伊姆·拜力克
- 汤姆·威茨
- 夏綠蒂·蘭普琳
- 茵蒂娅·摩尔（英语：Indya Moore）
- 卢卡·萨巴特（英语：Luka Sabbat）

## 制片

### 开发
2023年4月，导演吉姆·賈木許在前瞻音乐节表示自己正在制作一部新片，这部作品“非常微妙，很安静，幽默但有一丝伤感”。他表示电影不会有任何音乐出现。同年11月，影片定名《父母姐弟》（Father Mother Sister Brother）。电影由Exoskeleton联合Animal Kingdom、CG Cinema制作。

### 选角
2023年12月，消息指凯特·布兰切特加盟剧组。2024年1月，剧照公开，薇琪·克利普斯身穿戏服出现在片场。2024年5月，亞當·崔佛、马伊姆·拜力克、汤姆·威茨、夏綠蒂·蘭普琳、茵蒂娅·摩尔和卢卡·萨巴特加盟剧组。

### 拍摄
主体拍摄于2023年11月在美国新泽西州西米爾福德启动。2024年初，剧组移师爱尔兰首都都柏林。拍摄工作于2024年初在巴黎结束。

## 发行
2025年6月，在伦敦西南偏南的问答活动中，流媒体平台MUBI首席执行官埃菲·卡卡雷尔透露《父母姐弟》电影入选第82屆威尼斯影展主竞赛单元，争夺金獅獎。